# Alexander Waske
Alexander Waske (Francoforte sul Meno, 31 marzo 1975) è un ex tennista tedesco.
Passato tra i professionisti nel 2000 in singolare ha raggiunto come massima posizione il ranking 89 mentre nel doppio è arrivato fino alla sedicesima posizione.

Ha vinto quattro tornei in doppio, tre Atp 250 e un Atp 500, due vittorie le ha ottenute in coppia con il connazionale Michael Kohlmann e due insieme a Andrei Pavel. Nei tornei dello Slam invece si è fermato alle semifinali raggiunte nel 2005 agli Australian Open e nel 2006 agli Open di Francia.

Nel singolare non ha ancora vinto un torneo e nei tornei dello Slam non è andato oltre il secondo turno raggiunto agli Open di Francia 2006 e nel Torneo di Wimbledon 2002.

Nel 2005 ottiene una wild-card per il torneo di Halle ed elimina a sorpresa Rafael Nadal interrompendo così la serie di 24 vittorie consecutive sull'erba del tennista maiorchino.

## Statistiche

### Doppio

#### Vittorie (4)
| Legenda singolare                                      |
| Grande Slam (0)                                        |
| ATP World Tour Finals (0)                              |
| ATP Masters Series / ATP Masters 1000 (0)              |
| ATP International Series Gold / ATP World Tour 500 (1) |
| ATP International Series / ATP World Tour 250 (3)      |

| N° | Data            | Torneo                                       | Superficie  | Compagno         | Avversari in finale                | Punteggio           |
| 1. | 10 aprile 2006  | U.S. Men's Clay Court Championships, Houston | Terra rossa | Michael Kohlmann | Julian Knowle Jürgen Melzer        | 5-7, 6-4, [10-5]    |
| 2. | 1º maggio 2006  | BMW Open, Monaco                             | Terra rossa | Andrei Pavel     | Alexander Peya Björn Phau          | 6-4, 6-2            |
| 3. | 29 gennaio 2007 | PBZ Zagreb Indoors, Zagabria                 | Cemento (i) | Michael Kohlmann | František Čermák Jaroslav Levinský | 7–6(5), 4-6, [10-5] |
| 4. | 23 aprile 2007  | Torneo Godó, Barcellona                      | Terra rossa | Andrei Pavel     | Rafael Nadal Tomeu Salvà           | 6-3, 7-6            |